# Maître émérite du sport de l'URSS

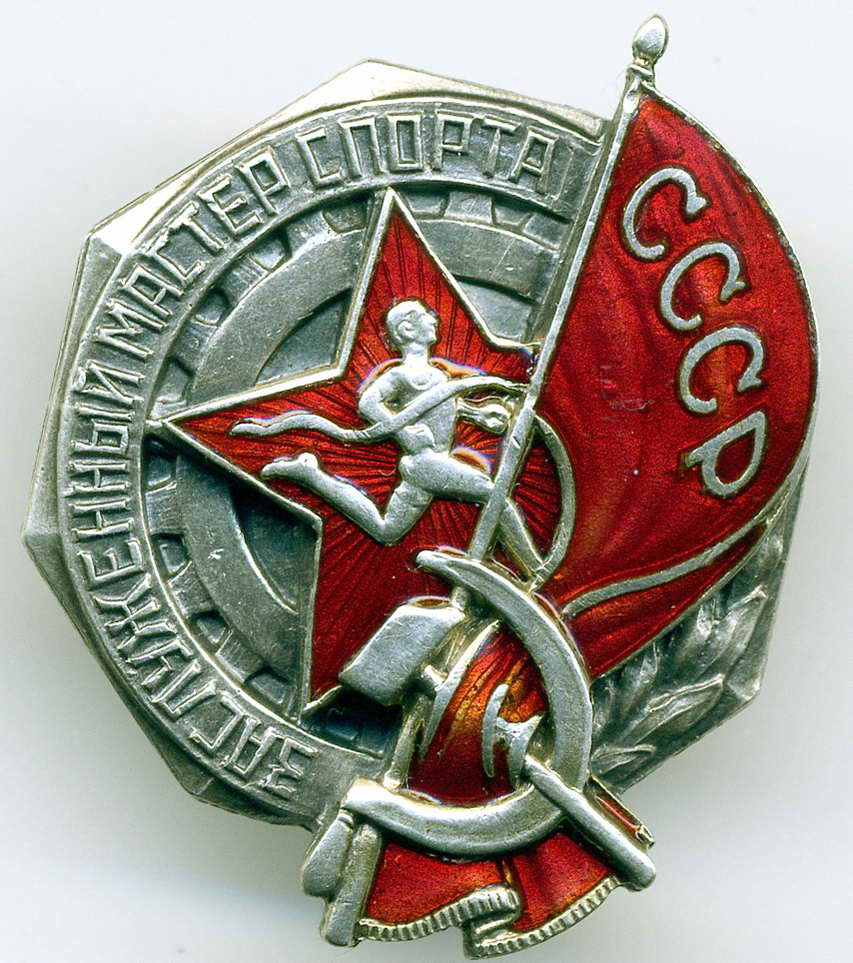
L'insigne du maître émérite du sport de l'URSS.

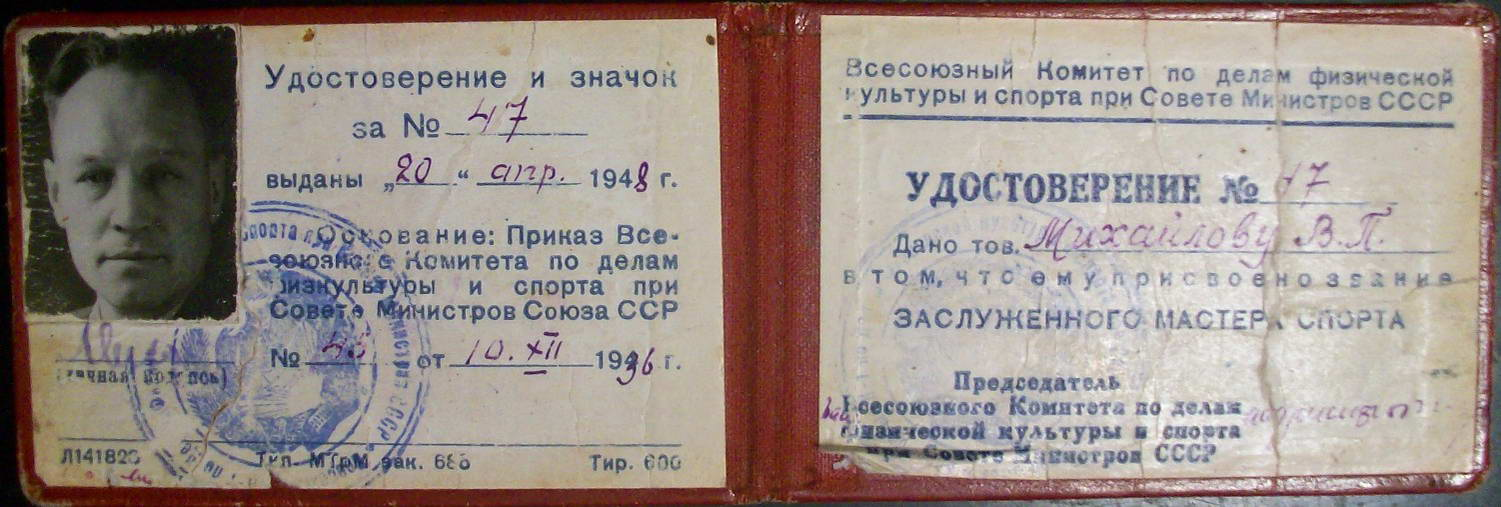
Attestation no 47 du maître émérite du sport de l'URSS.

Le titre de maître émérite du sport de l'URSS (en russe : Заслуженный мастер спорта СССР, Zasloujenny master sporta SSSR), est une distinction créée sur décision du Comité central exécutif de l'URSS le 27 mai 1934, pour récompenser les constructeurs actifs de la culture physique soviétique. Le titre est attribué par le Goskomsport de l'URSS (Госкомспорт СССР), qui signifie littéralement « Comité d’État des sports de l'URSS ».
Le 5 juin 1934, les 22 premiers maîtres émérites du sport sont désignés dont le 17 juin 1934 par la Pravda. L'insigne no 1 est remis au patineur de vitesse soviétique Iakov Melnikov. La première cérémonie de remise des insignes a lieu dans la maison de la culture de l'Usine Likhatchiov à Moscou. Le titre pouvait être retiré pour marquer la désapprobation des comportements du sportif par les autorités soviétiques.

## Insigne
L'insigne du maître émérite du sport est approuvé en 1935. Il représente un marathonien (profil) rompant le ruban de la ligne d'arrivée sur le fond des symboles soviétiques d'émail rouge — étoile rouge, faucille et marteau, bannière rouge avec l'inscription URSS — montés sur le cercle en métal blanc comportant une inscription « Maître émérite du sport ». L'auteur du design est Alexander Nemoukhine, un artiste-affichiste et l'un des pionniers du ski russe qui reçut lui-même le titre en question en 1939.
Chaque insigne est accompagné d'une attestation avec les données personnelles du sportif.

## Retrait du titre
Une défaite lors des compétitions sportives importantes, de par son large impact populaire, pouvait aboutir au retrait du titre de certains sportifs. Ainsi, la défaite de l'équipe soviétique de football face à l'équipe de Yougoslavie lors des Jeux olympiques d'été de 1952 a coûté le titre à l'entraîneur Boris Arkadiev et aux attaquants Konstantin Beskov et Valentin Nikolaïev.
Le retrait du titre pouvait être provoqué par une faute disciplinaire. En 1958, ce fut le cas pour les trois champions olympiques du football — Eduard Streltsov, Mikhaïl Ogonkov et Boris Tatushin impliqués dans une affaire de viol. Streltsov, après sa sortie de prison, poursuit sa carrière sportive et, en 1967, reçoit de nouveau le titre en question. À Tatushin, pourtant blanchi lors de l'investigation, on ne le rend qu'en 1961. Quant à Ogonkov, également blanchi lors de l'investigation, il est contraint d'arrêter le football en 1961, après une grave blessure et n'aura plus l'occasion de regagner le titre.
En cas de défection de l'Union soviétique le titre est retiré. Ainsi l'avaient perdu Alla Kouchnir (1974), Iser Kuperman (1978), Viktor Kortchnoï (1976), Ludmila Belousova et Oleg Protopopov (1979).
On applique la sanction à Boris Onishchenko banni des Jeux olympiques de Montréal pour tricherie lors de l’épreuve d'escrime qui a entraîné l'exclusion de la compétition de l'Union soviétique par équipe.
En 1971, le joueur d'échecs Mark Taïmanov en rentrant après le match des candidats contre Bobby Fischer est contrôlé par les douaniers qui découvrent dans ses bagages Le Premier Cercle d'Alexandre Soljenitsyne, le roman interdit en URSS. Il perd alors son titre. Son titre lui est restitué vingt ans plus tard, en 1991.

## Récipiendaires
- Valentina Zakoretskaya, parachutiste.
- Lioudmila Mikhaïlovskaïa (1953-), joueuse de volley-ball soviétique.